# Miaenia
Miaenia es un género de escarabajos longicornios de la tribu Acanthocinini.

## Especies
Acanthosciades
- Miaenia latia (Blair, 1940)
- Miaenia latispina (Gressitt, 1956)

Aegocidnus
- Miaenia binaluensis (Breuning, 1956)
- Miaenia cebuensis (Breuning, 1957)
- Miaenia costulata (Pascoe, 1864)
- Miaenia flavomaculata Fisher, 1925
- Miaenia grammica (Pascoe, 1864)
- Miaenia ignara (Pascoe, 1864)
- Miaenia insularis (Fisher, 1934)
- Miaenia jubata (Pascoe, 1864)
- Miaenia mindoroensis Breuning, 1957
- Miaenia variabilis Aurivillius, 1927

Estoliops
- Miaenia argentipleura (Gressitt, 1956)
- Miaenia aureopleura (Gressitt, 1956)
- Miaenia fasciata (Matsushita, 1943)
- Miaenia longicollis (Breuning & Ohbayashi, 1964)
- Miaenia sakishimana (Gressitt, 1951)

Granuuilmiaenia
- Miaenia granulicollis (Gressitt, 1938)

Indoaegocidnus
- Miaenia binhana (Pic, 1926)
- Miaenia ceylanica (Breuning, 1957)
- Miaenia gilmouri (Breuning, 1962)
- Miaenia hongkongensis Breuning, 1968
- Miaenia indica (Breuning, 1956)
- Miaenia inlineata (Pic, 1936)

Miaenia
- Miaenia andamanensis Breuning, 1957
- Miaenia brevicollis (Gressitt, 1951)
- Miaenia demarzi (Breuning, 1963)
- Miaenia doreyi (Breuning, 1963)
- Miaenia elongata (Gressitt, 1951)
- Miaenia hirashimai (Samuelson, 1965)
- Miaenia irrorata Pascoe, 1864
- Miaenia luzonica Breuning, 1959
- Miaenia maritima Tsherepanov, 1979
- Miaenia marmorea Pascoe, 1864
- Miaenia masbatensis Breuning, 1957
- Miaenia meridiana (Ohbayashi, 1941)
- Miaenia mindanaonis Breuning, 1957
- Miaenia minuta (Fisher, 1936)
- Miaenia nakanei (Hayashi, 1956)
- Miaenia papuensis (Breuning, 1963)
- Miaenia perversa (Pascoe, 1864)
- Miaenia pulchella (Heller, 1924)
- Miaenia quadriplagiata (Breuning, 1958)
- Miaenia retrospinosa Breuning, 1963
- Miaenia rufula Fisher, 1925
- Miaenia samarensis Breuning, 1961
- Miaenia subfasciata (Schwarzer, 1925)
- Miaenia uniformis (Breuning, 1957)
- Miaenia variegata Fisher, 1925
- Miaenia woodlarkiana (Breuning, 1957)

Micronesiella
- Miaenia atollorum (Gressitt, 1956)
- Miaenia attenuata (Gressitt, 1956)
- Miaenia boharti (Gressitt, 1956)
- Miaenia esakii (Gressitt, 1956)
- Miaenia mariana (Gressitt, 1956)
- Miaenia palauicola (Gressitt, 1956)
- Miaenia saltatrix (Gressitt, 1956)
- Miaenia subcylindrus (Gressitt, 1956)
- Miaenia townesi (Gressitt, 1956)
- Miaenia versicolora (Gressitt, 1956)

Nonymoides
- Miaenia carolinensis (Blair, 1940)
- Miaenia subglabra (Gressitt, 1956)

Pomeranaegocidnus
- Miaenia neopomeriana (Breuning, 1957)
- Miaenia papuana (Breuning, 1957)

Sibuyomiaenis
- Miaenia sibuyanensis Fisher, 1925

Tonkinomiaenia
- Miaenia rondoniana (Breuning, 1965)
- Miaenia tonkinensis (Pic, 1944)

Truncatomiaenia
- Miaenia botelensis (Gressitt, 1951)
- Miaenia exigua (Gahan, 1900)
- Miaenia melanotis Pascoe, 1864
- Miaenia suffusa Pascoe, 1864